# Rundfunkorchester

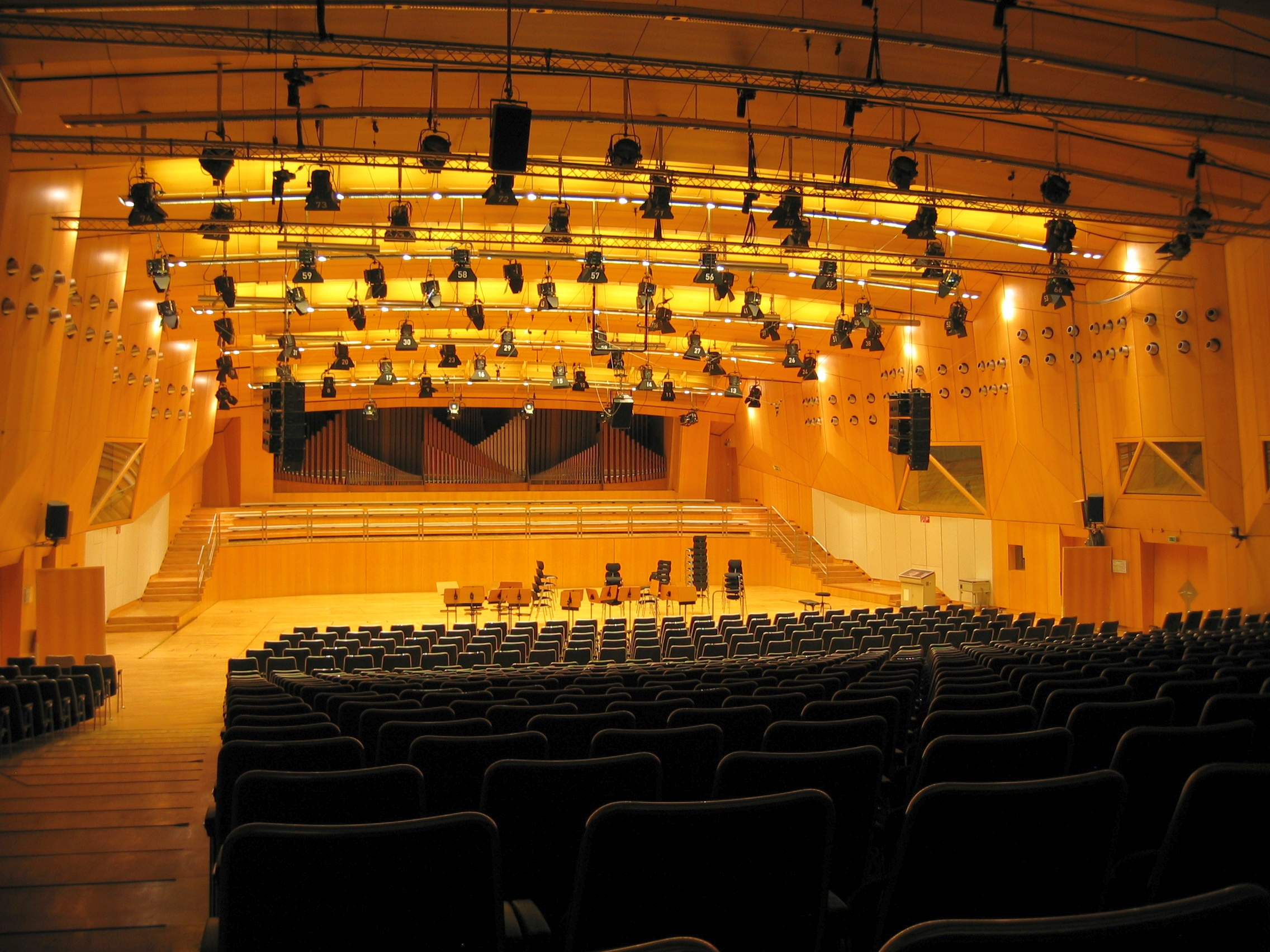
Sendesaal des Hessischen Rundfunks im Funkhaus am Dornbusch, Frankfurt am Main

Rundfunkorchester sind Klangkörper von Rundfunkanstalten. In Deutschland gehören dazu alle Orchester, Rundfunkchöre und Bigbands der ARD sowie die Rundfunk-Orchester und -Chöre gGmbH Berlin.

## Rundfunkorchester in Deutschland

### Geschichte
Die ersten deutschen Rundfunkorchester entstanden mit der Einführung des Rundfunks in Deutschland in den 1920er-Jahren. Die drei ältesten, noch heute existierenden deutschen Rundfunkorchester sind das Leipziger Sinfonie-Orchester der Mitteldeutschen Rundfunk A.-G. (1923, Vorgänger des MDR-Sinfonieorchesters), das Orchester der Funk-Stunde Berlin (1923, Vorgänger des Rundfunk-Sinfonieorchesters Berlin) und das Frankfurter Rundfunk-Symphonie-Orchester der Südwestdeutschen Rundfunk A.-G.(1929, Vorgänger des hr-Sinfonieorchesters). 
Die Deutsche Stunde in Bayern G.m.b.H. in München, die Ostmarken-Rundfunk A.-G. in Königsberg, die Westdeutscher Rundfunk A.-G. in Köln sowie die Nordischer Rundfunk A.-G. in Hamburg bauten im Laufe der 1920er Jahre ebenfalls eigene größere Orchester auf, die Süddeutscher Rundfunk A.-G. in Stuttgart und Schlesische Funkstunde A.-G. in Breslau schlossen hingegen Kooperationsverträge mit bereits bestehenden Orchestern, d. h. dem Philharmonischen Orchester Stuttgart und der Schlesischen Philharmonie. 
Schon in der Weimarer Republik kam es zu einer Ausdifferenzierung der Rundfunkklangkörper, vom großen Sinfonieorchester über kleinere Rundfunkorchester bis hin zu Tanzorchestern. So unterhielt etwa die Westdeutscher Rundfunk A.-G. neben dem großen auch ein kleines Orchester, die Nordischer Rundfunk A.-G. neben dem großen Orchester auch das Norag Jazz-Sinfonie-Orchester und die Schlesische Funkstunde A.-G. eine Funkkapelle.
In den europäischen Nachbarländern setzte die Errichtung größerer Rundfunkorchester erst in den 1930er Jahren ein, zu nennen sind unter anderem das BBC Symphony Orchestra (1930), das Orchestre National de la Radiodiffusion Française (1934) und das Grand Orchestre Symphonique de l’INR / Groot Symfonie-Orkest van het NIR (1935).
Nach dem Zweiten Weltkrieg wurde in Deutschland in den vier Besatzungszonen durch die Militärregierungen der die regionalisierte Struktur des Rundfunks aus der Weimarer Republik wieder aufgegriffen, mit der Gründung der beiden deutschen Staaten im Jahre 1949 entwickelte sich das System dann auseinander: In der Bundesrepublik wurden gebührenfinanzierte öffentlich-rechtliche Rundfunkanstalten errichtet, in der DDR unterstand das Staatliche Rundfunkkomitee direkt dem DDR-Ministerrat. Einen Spezialfall bildete der RIAS in West-Berlin, der direkt der United States Information Agency unterstellt war. Den Sendeanstalten in Ost und West war gemeinsam, dass sie aktive Kulturförderung bzw. Musikpflege betrieben, was sich neben Sendungen und öffentlichen Konzerten auch in Tonträgerproduktionen, Kompositionsaufträgen und der Veranstaltung von Festivals äußerte. Insgesamt führt dies zu einem Programm und Repertoireprofil der Rundfunkklangkörper, das im Gegensatz zur Konzentration auf das klassisch-romantische Repertoire anderer traditioneller Kulturorchester sich durch weniger bekannte und gespielte und vor allem durch die Neue bzw. Zeitgenössische Musik auszeichnet. Den Rundfunkklangkörpern kommt daher das Verdienst zu, die Entwicklung der Nachkriegsmusik wesentlich begleitet bzw. erst ermöglicht zu haben. 
Nach der deutschen Wiedervereinigung wurden auch im Ostteil des Landes öffentlich-rechtliche Rundfunkanstalten errichtet. In den Folgejahrzehnten vollzog sich ein Konzentrationsprozess, der in Stellenkürzungen, Fusionen und in einzelnen Fällen auch zur kompletten Abwicklung von Rundfunkklangkörpern führte. Auch Änderungen in der Trägerschaft ergaben sich, etwa durch die Gründung der Rundfunk-Orchester und -Chöre Berlin im Jahre 1994, in der das ursprünglich vom RIAS getragene, 1953 in eine GbR und 1957 in eine GmbH überführte Radio Symphonie-Orchester Berlin, der RIAS Kammerchor sowie das jahrzehntelang vom Rundfunk der DDR getragene Rundfunk-Sinfonieorchester Berlin sowie der Rundfunkchor Berlin zu einer neuen organisatorischen Einheit zusammengefasst wurden.

### Orchester in Trägerschaft der ARD-Anstalten
Norddeutscher Rundfunk:
- NDR Elbphilharmonie Orchester (ehemals NDR-Sinfonieorchester, gegründet 1945)
- NDR Radiophilharmonie (gegründet 1950)
- NDR Bigband (gegründet 1945)

Mitteldeutscher Rundfunk:
- MDR-Sinfonieorchester (gegründet 1915/23)

Hessischer Rundfunk:
- hr-Sinfonieorchester (gegründet 1924)
- hr-Bigband (gegründet 1946)

Saarländischer Rundfunk/Südwestrundfunk:
- Deutsche Radio Philharmonie Saarbrücken Kaiserslautern (gegründet 2007; Fusion)

Südwestrundfunk:
- SWR Symphonieorchester (entstanden durch Fusion des SWR Sinfonieorchesters Baden-Baden und Freiburg, gegründet 1946 beim SWF und des Radio-Sinfonieorchesters Stuttgart, gegründet 1945 bei Radio Stuttgart)
- SWR Big Band (gegründet 1952 beim Südfunk)

Westdeutscher Rundfunk:
- WDR Sinfonieorchester Köln (gegründet 1947)
- WDR Funkhausorchester Köln (gegründet 1947)
- WDR Big Band Köln (gegründet 1946)

Bayerischer Rundfunk:
- Symphonieorchester des Bayerischen Rundfunks (gegründet 1949)
- Münchner Rundfunkorchester (gegründet 1952)

### Orchester in Trägerschaft der Rundfunk-Orchester und -Chöre gGmbH Berlin
- Deutsches Symphonie-Orchester Berlin (gegründet 1946)
- Rundfunk-Sinfonieorchester Berlin (gegründet 1925)

### Weitere Orchester mit Rundfunk- oder Fernsehbezug
- Deutsches Filmorchester Babelsberg
- RIAS Jugendorchester
- RIAS Big Band Berlin
- Rundfunk-Tanzorchester Ehrenfeld

### Mittlerweile aufgelöste, fusionierte oder umbenannte Formationen (nach 1990)
- Radio-Symphonie-Orchester Berlin (ehemals: RIAS-Symphonie-Orchester, heute: Deutsches Symphonie-Orchester Berlin)
- RIAS Tanzorchester
- Sinfonieorchester des Süddeutschen Rundfunks, heute SWR Symphonieorchester
- Sinfonieorchester des Südwestfunks, heute SWR Symphonieorchester
- Rundfunkorchester Kaiserslautern des SWF, seit 1998 SWR Rundfunkorchester Kaiserslautern, nach Orchesterfusion heute: Deutsche Radio Philharmonie Saarbrücken Kaiserslautern
- Rundfunk-Sinfonieorchester Saarbrücken (heute: Deutsche Radio Philharmonie Saarbrücken Kaiserslautern)
- Rundfunk-Sinfonieorchester Leipzig (heute: MDR-Sinfonieorchester)
- Großes Rundfunkorchester Leipzig
- Rundfunk-Tanzorchester Leipzig
- Rundfunk-Blasorchester Leipzig (heute: Sächsische Bläserphilharmonie)
- Großes Rundfunkorchester Berlin
- Berliner Rundfunktanzstreichorchester
- Rundfunkorchester des Hessischen Rundfunks[10]

## Rundfunkorchester in anderen Ländern

### Rundfunkorchester im engeren Sinne
- Albanien: Orkestra Simfonike e radiotelevizionit shqiptar
- Bulgarien: BNR Symphony Orchestra
- Dänemark:
  - DR SymfoniOrkestret
  - DR UnderholdningsOrkestret
- Finnland: YLE Radion sinfoniaorkesteri
- Frankreich:
  - Orchestre National de France
  - Orchestre Philharmonique de Radio France
- Irland
  - RTÉ National Symphony Orchestra
  - RTÉ Concert Orchestra
- Italien: Orchestra Sinfonica Nazionale della RAI
- Japan: NHK Symphony Orchestra
- Kroatien:
  - Simfonijski orkestar HRT
  - Big Band HRT
  - Tamburaški orkestar HRT
- Niederlande:
  - Radio Filharmonisch Orkest
  - Radio Kamer Filharmonie
  - Metropole Orkest
- Norwegen: Kringkastingsorkestret
- Österreich: Radio-Symphonieorchester Wien des ORF
- Polen: Nationales Symphonisches Orchester des Polnischen Rundfunks
- Rumänien:
  - Orchestra Nationala Radio
  - Orchestra de Camera Radio
  - Orchestra de Muzica Populara
  - BigBand Radio
- Russland:
  - Симфонический оркестр Российского государственного музыкального телерадиоцентра (Symphony Orchestra of the Russian State Musical TV and Radio Centre)
  - Симфонический оркестр Российского государственного музыкального телерадиоцентра (Yuri Silantiev Academic Grand Concert Orchestra)
  - Биг-бенд РГМЦ под управлением И.В.Кантюкова (Big Band of the Russian State Musical TV and Radio Centre)
  - Ансамбль народных инструментов "Финист Балалайка" (Folk Instruments Group 'Feenist Balalayka')
- Schweden: Sveriges Radios Symfoniorkester
- Serbien:
  - СИМФОНИЈСКИ ОРКЕСТАР РТС (Sinfonieorchester von RTS)
  - БИГ БЕНД РТС (Bigband von RTS)
  - НАРОДНИ ОРКЕСТАР РТС (Volksmusikorchester von RTS)
  - Народни ансамбл РТС (Volksmusikensemble von RTS)
- Slowakei: Symfonický orchester Slovenského rozhlasu
- Slowenien: Simfonični orkester RTV Slovenija
- Spanien: Orquesta Sinfónica de RTVE
- Tschechien: Symfonický orchestr Českého rozhlasu
- Ukraine: National Radio Company of Ukraine Symphony Orchestra
- Ungarn: MR Szimfonikusok
- Vereinigtes Königreich:
  - BBC Concert Orchestra
  - BBC National Orchestra of Wales
  - BBC Philharmonic
  - BBC Scottish Symphony Orchestra
  - BBC Symphony Orchestra
- Belarus: Сімфанічны аркестр Нацыянальнай дзяржаўнай тэлерадыёкампаніі Рэспублікі Беларусь

### Als Rundfunkorchester gegründete und weiterhin mit Rundfunkanstalten assoziierte Orchester
- Australien:
  - Adelaide Symphony Orchestra
  - Melbourne Symphony Orchestra
  - Queensland Symphony Orchestra
  - Sydney Symphony Orchestra
  - Tasmanian Symphony Orchestra
  - West Australian Symphony Orchestra
- Estland: Eesti Riiklik Sümfooniaorkester (als Rundfunkorchester gegründet, mit der ERR assoziiert)
- Lettland: Latvijas Nacionālā simfoniskā orķestra
- Schweiz
  - Orchestre de la Suisse Romande (mit der RTSR assoziiert)
  - Orchestra della Svizzera italiana (als Radio-Orchester gegründet, bis 2023 mit der RTSI assoziiert)
- Vereinigtes Königreich: Ulster Orchestra

### Mittlerweile aufgelöste oder fundamental umstrukturierte Orchester
- Belgien: 
  - Grand Orchestre Symphonique de l'INR / Groot Symfonie-Orkest van het NIR (bis 1977)
  - Orchestre symphonique de la RTBF (bis 1991)
  - Filharmonisch Orkest van de BRT (bis 1991, jetzt Brussels Philharmonic)
- Italien:
  - Orchestra Sinfonica Nazionale della RAI Torino
  - Orchestra Sinfonica della RAI di Roma
  - Orchestra „Alessandro Scarlatti“ della RAI di Napoli
  - Orchestra Sinfonica della RAI di Milano
- Luxemburg: Orchestre Symphonique de RTL (bis 1995 jetzt Orchestre Philharmonique du Luxembourg)
- Kanada: CBC Radio Orchestra (bis 2008)
- Russland: Большой симфонический оркестр имени П.И.Чайковского
- Schweiz: Radio-Sinfonieorchester Basel (bis 1997, jetzt Sinfonieorchester Basel)
- USA: NBC Symphony Orchestra (bis 1954; als Symphony of the Air noch bis 1963)

## Dokumentation
- 2023: Wir sind auf Sendung! 100 Jahre Radioorchester in Europa. Regie: Magdalena Zięba-Schwind, MDR, Deutschland, 53 Minuten